# NGC 4073
NGC 4073 (другие обозначения — UGC 7060, MCG 0-31-29, ZWG 13.59, PGC 38201) — эллиптическая галактика (E) в созвездии Дева.
Этот объект входит в число перечисленных в оригинальной редакции «Нового общего каталога».
Галактика NGC 4073 входит в состав группы галактик NGC 4073. Помимо NGC 4073 в группу также входя и NGC 4058.
NGC 4073 является самой яркой галактикой в бедном скоплении MKW 4. Имеет признаки, которые наводят на предположение об аккреции вещества в галактику.